# Монтеланако
Монтеланако (итал. Montelanico) је насеље у Италији у округу Рим, региону Лацио.
Према процени из 2011. у насељу је живело 1715 становника. Насеље се налази на надморској висини од 305 м.

## Становништво
Према резултатима пописа становништва 2011. у општини је живело 2.152 становника.
| 1931. | 1936. | 1951. | 1961. | 1971. | 1981. | 1991. | 2001. | 2011. |
| ----- | ----- | ----- | ----- | ----- | ----- | ----- | ----- | ----- |
| 1.957 | 1.820 | 2.064 | 2.062 | 1.759 | 1.775 | 1.878 | 1.920 | 2.152 |

## Партнерски градови
- Lagnes